# Dalianstadion
Het Dalianstadion (Chinees: 大连市人民体育场) was een multifunctioneel stadion in Dalian, een stad in China. 
Het stadion wordt vooral gebruikt voor voetbalwedstrijden, de voetbalclub Dalian Shide maakte gebruik van dit stadion. Het werd ook gebruikt op het wereldkampioenschap voetbal onder 16 van 1985. In het stadion was plaats voor 55.843 toeschouwers. Het stadion werd geopend in 1976. Het stadion is afgebroken en op de plek van het stadion werd een winkelcentrum geplaatst (Olympia 66).